# Paizay-le-Sec
Paizay-le-Sec és un municipi francès situat al departament de la Viena i a la regió de la Nova Aquitània. L'any 2007 tenia 432 habitants.

## Demografia

### Població
El 2007 la població de fet de Paizay-le-Sec era de 432 persones. Hi havia 178 famílies de les quals 46 eren unipersonals (23 homes vivint sols i 23 dones vivint soles), 60 parelles sense fills, 64 parelles amb fills i 8 famílies monoparentals amb fills.
La població ha evolucionat segons el següent gràfic:
Habitants censats

### Habitatges
El 2007 hi havia 203 habitatges, 175 eren l'habitatge principal de la família, 14 eren segones residències i 14 estaven desocupats. 199 eren cases i 3 eren apartaments. Dels 175 habitatges principals, 142 estaven ocupats pels seus propietaris, 29 estaven llogats i ocupats pels llogaters i 4 estaven cedits a títol gratuït; 2 tenien una cambra, 2 en tenien dues, 28 en tenien tres, 41 en tenien quatre i 101 en tenien cinc o més. 134 habitatges disposaven pel capbaix d'una plaça de pàrquing. A 75 habitatges hi havia un automòbil i a 90 n'hi havia dos o més.

### Piràmide de població
La piràmide de població per edats i sexe el 2009 era:
| Homes | Edats   | Dones |
| ----- | ------- | ----- |
| 0     | 95 o +  | 0     |
| 0     | 90 a 94 | 0     |
| 0     | 85 a 89 | 4     |
| 8     | 80 a 84 | 0     |
| 16    | 75 a 79 | 12    |
| 8     | 70 a 74 | 4     |
| 16    | 65 a 69 | 8     |
| 8     | 60 a 64 | 20    |
| 4     | 55 a 59 | 12    |
| 12    | 50 a 54 | 0     |
| 16    | 45 a 49 | 16    |
| 8     | 40 a 44 | 12    |
| 8     | 35 a 39 | 12    |
| 28    | 30 a 34 | 8     |
| 28    | 25 a 29 | 12    |
| 0     | 20 a 24 | 8     |
| 4     | 15 a 19 | 20    |
| 8     | 10 a 14 | 8     |
| 8     | 5 a 9   | 12    |
| 8     | 0 a 4   | 12    |

## Economia
El 2007 la població en edat de treballar era de 270 persones, 216 eren actives i 54 eren inactives. De les 216 persones actives 201 estaven ocupades (108 homes i 93 dones) i 15 estaven aturades (7 homes i 8 dones). De les 54 persones inactives 23 estaven jubilades, 17 estaven estudiant i 14 estaven classificades com a «altres inactius».

### Ingressos
El 2009 a Paizay-le-Sec hi havia 185 unitats fiscals que integraven 461,5 persones, la mediana anual d'ingressos fiscals per persona era de 16.341 €.

### Activitats econòmiques
Dels 19 establiments que hi havia el 2007, 4 eren d'empreses de construcció, 6 d'empreses de comerç i reparació d'automòbils, 1 d'una empresa de transport, 1 d'una empresa d'hostatgeria i restauració, 1 d'una empresa financera, 3 d'empreses de serveis i 3 d'empreses classificades com a «altres activitats de serveis».
Dels 8 establiments de servei als particulars que hi havia el 2009, 1 era una oficina bancària, 1 taller de reparació d'automòbils i de material agrícola, 2 paletes, 1 guixaire pintor, 1 fusteria i 2 perruqueries.
L'any 2000 a Paizay-le-Sec hi havia 21 explotacions agrícoles que ocupaven un total de 2.556 hectàrees.

## Equipaments sanitaris i escolars
El 2009 hi havia una escola elemental integrada dins d'un grup escolar amb les comunes properes formant una escola dispersa.

## Poblacions més properes
El següent diagrama mostra les poblacions més properes.